# Illorai
Illorai ist eine italienische Gemeinde (comune) in der Metropolitanstadt Sassari auf Sardinien mit 730 Einwohnern (Stand 31. Dezember 2023). Die Gemeinde liegt etwa 60 Kilometer südöstlich von Sassari und grenzt unmittelbar an die Provinz Nuoro.

## Verkehr
Durch die Gemeinde führt die Strada Statale 128bis Centrale Sarda von Tirso nach Bonnanaro, die hier mit der Strada Statale 129 Trasversale Sarda von Orosei nach Macomer kreuzt.
Der Bahnhof von Illorai ist mit der Bahnstrecke Tirso–Chilivani 1969 stillgelegt worden.